# Ivan Klasnić
Ivan Klasnić [ivan klasnič] (* 29. ledna 1980, Hamburk, Západní Německo) je bývalý chorvatský fotbalový útočník a reprezentant. Na klubové úrovni působil v Německu, Francii a Anglii. S Werderem Brémy získal v sezóně 2003/04 double, čili vyhrál DFB-Pokal i Bundesligu.
V lednu 2007 diagnostikovali lékaři Klasnićovi poruchu funkce ledviny a musel podstoupit její transplantaci, dárkyní byla jeho matka Šima. Tělo ji však nepřijalo a tak zakrátko podstoupil druhou transplantaci ledviny, tentokrát od svého otce. V listopadu 2007 se vrátil k profesionálnímu fotbalu, předtím stihl podat žalobu na klubové lékaře Werderu Brémy, že jeho zdravotní problém neodhalili při vstupní prohlídce. Zúčastnil se (mj.) EURA 2008 v Rakousku a Švýcarsku a stal se tak prvním fotbalistou v historii Mistrovství Evropy, který nastoupil s transplantovanou ledvinou. V září 2016 mu druhá transplantovaná ledvina selhala a od té doby byl nucen podstupovat dialýzy.

## Reprezentační kariéra
Reprezentoval Chorvatsko v mládežnických kategoriích U19 a U21.
Za chorvatský národní A-tým debutoval 18. 2. 2004 v přátelském utkání ve Splitu proti Německu (porážka 1:2). Zúčastnil se EURA 2004 v Portugalsku, MS 2006 v Německu a EURA 2008 v Rakousku a Švýcarsku.

Celkem odehrál v letech 2004–2011 za chorvatský národní tým 41 zápasů a nastřílel 12 branek.